# Gare de Nézel - Aulnay
Gare de Nézel - Aulnay vasútállomás Franciaországban, Nézel településen.

## Vasútvonalak
Az állomást az alábbi vasútvonalak érintik:
- Plaisir-Grignon-Épône - Mézières-vasútvonal

## Kapcsolódó állomások
A vasútállomáshoz az alábbi állomások vannak a legközelebb:
- Gare d’Épône - Mézières (Gare de Mantes-la-Jolie, Transilien N)
- Gare de Maule (Paris Gare Montparnasse, Transilien N)